# 片岡音吾
片岡 音吾（かたおか おとご、1881年2月2日 - 1948年5月6日）は日本の実業家。野村證券初代社長や会長を務めた。

## 人物
岡山県岡山市出身。大阪商業学校（後の大阪市立大学、現・大阪公立大学）を経て、1906年東京高等商業学校（現・一橋大学）卒業。 
日本興業銀行貸付課長を務めていた際に、切れ者との評判をきいた野村徳七にスカウトされ、新設された大阪野村銀行の実権を担う取締役兼支配人に37歳で就任。
1920年大阪野村銀行に証券部が新設され、片岡は証券部部長に就任。1922年に、アメリカ合衆国に証券業界視察のため派遣され、1923年に帰国。
1925年に設立された野村證券の初代社長に就任。1926年に公社債専門業者として営業を開始、1927年にニューヨーク出張所を開設。1933年大阪信託社長。1938年には公社債専業から脱却し株式業務へ進出するため、株式業務許可を得た。1941年に野村證券社長退任、同会長就任。
戦後、公職追放となる。戦後の財閥解体の混乱期に公職追放で役員の大半を失った際には、北裏喜一郎に対し「野村証券はこの程度の追放で屋台骨がくずれることはないはずだ。玉ねぎのようにいくら皮をむいても新しい芽が出てくる。」と述べて励ました。
ジャパンライン（現商船三井）社長を務めた片岡晴四郎は次男。